# USS Kentucky (BB-6)
«Кентукки (BB-6)» (англ.  USS Kentucky (BB-6)) — второй и последний броненосец береговой обороны типа «Кирсадж».

## История
Корабль был назван в честь одноименного штата США. «Кентукки» был заложен 30 июня 1896 на верфи Судостроительной компании в Ньюпорт-Ньюсе, штат Вирджиния. Спущен на воду 24 марта 1898, крестной матерью корабля стала мисс Кристин Брэдли, дочь губернатора штата Кентукки Уильяма О'Коннелла Брэдли. Броненосец «Кентукки» вступил в строй 15 мая 1900.
За двадцать лет службы «Кентукки» не принял участие ни в одном сражении. В период между 1901 и 1904 годами, он служил в Восточной Азии, а с 1904 по 1907 служил в Атлантике. В 1907 «Кентукки (BB-6)» присоединился к Большому белому флоту, совершил кругосветное плавание, вернувшись в США в 1909 году. В 1910 «Кентукки» прошел модернизацию. в 1915 корабль был повторно введен в строй, совершил переход к мексиканскому побережью, где оставался до 1916. С 1917 и до списывания 29 мая 1920, броненосец служил в качестве учебного судна. Броненосец «Кентукки (BB-6)» был продан для разделки на металл 24 марта 1923.